# Callistoctopus dierythraeus
Callistoctopus dierythraeus ist ein großer Kopffüßer aus der Gattung Callistoctopus. Er lebt im Pazifischen Ozean.

## Merkmale

### Anatomie
Callistoctopus dierythraeus ist eine muskulöse Art. Er hat eine durchschnittliche Mantellänge von 14 Zentimeter und erreicht eine Gesamtlänge von bis zu 80 Zentimeter. Der Rotpunkt-Nachtkrake wird bis zu 1,5 Kilogramm schwer.
Die Tentakel erreichen die 4–5-fache Länge des Mantels, wobei die dorsalen Arme länger sind als die restlichen. Die Fähigkeit bei Gefahr einzelne Arme an einer bestimmten Stelle abwerfen zu können (Autotomie), ist bei Callistoctopus dierythraeus nicht vorhanden. Die Schwimmhaut ist mäßig entwickelt und bedeckt an der tiefsten Stelle 18–45 % der Armlänge. Zwischen den ventralen Tentakeln ist sie am geringsten ausgebildet und auf der Rückseite am stärksten. Die Ränder der Schwimmhaut erstrecken sich bis zu Tentakelspitzen.
An jedem Arm sitzen zwei Reihen Saugnäpfe. Größere Tiere haben an jeden Tentakel 200 bis 280 Saugnäpfe.
Die Kiemen besitzen 12 bis 14 Lamellen pro Demibranch. Das Trichterorgan hat ein UU-förmiges Aussehen. Die Radula besteht aus neun Elementen, sieben Zahnreihen und Randplatten. Als Seitenzweig der Speiseröhre bildet sich ein deutlich sichtbarer Kropf. Der Tintenbeutel und die analen Klappen sind ebenfalls erkennbar.

### Aussehen
Das typische Farbmuster ist orange bis rot mit weißen Punkten und Flecken, die sich am gesamten Körper befinden. In Alarmbereitschaft nimmt Callistoctopus dierythraeus einen weißen Grundfarbton an, der auf dem Rücken und an den Seiten mit zahlreichen, kräftig roten Flecken übersät ist.
Falsch-Augenflecken (Ocellen) sind nicht vorhanden. Wie alle Echten Kraken kann er seine Hautfarbe jedem Untergrund seiner Umgebung anpassen. Diese Tarnung beruht auf einer Kombination aus verschiedenen Chromatophoren und einer Veränderung der Hauttextur.
Auf der glatten Haut bilden sich vereinzelte, warzenförmige Gebilde, genannt Papillen. In den Zentren der Flecken befinden sich ebenfalls Papillen. Die Papillen, die sich über den Augen befinden, sind größer als die restlichen. Diese sind umrundet von kleinen, punktförmigen Erhebungen.

## Lebensweise

### Ernährung
Die abwechslungsreiche Nahrung umfasst Muscheln, Gastropoden, Krabben, Polychaeten-Würmer, kleine Fische und verschiedene Oktopusarten. Im Bereich von benutzten Bruthöhlen hat man Muschelschalen und Reste von Krabbenschalen gefunden. In einer befanden sich mehr als 100 Muschelschalen. Abhängig von der Größe und Art der Schalentiere wird die Beute entweder aufgebohrt oder mit den Tentakeln auseinandergezogen.

### Fortpflanzung
Bei den männlichen Kraken bildet der dritte rechte Arm den Hectocotylus, der mit 103 bis 125 Saugern besetzt ist und circa 75 % so lang ist wie die restlichen Arme. Die Ligula ist zylindrisch und muskulös. Die Länge beträgt ungefähr 6 % der Armlänge. Die Größe des sich an der Basis befindenden Calamus beträgt ungefähr 15 % der Ligula-Länge.
Die ungeschützten Spermatophoren werden in geringer Menge produziert. Im Durchschnitt 4 Stück. Sie sind sehr groß und besitzen mit 10 Zentimeter Länge ungefähr 75 % der Mantellänge.
Das Weibchen legt große Eier, die einen Durchmesser von 14 Millimeter haben. Diese legt sie in eine Bruthöhle. Das Weibchen bleibt während der Brut in der Höhle und bewacht die Eier. Im Gegensatz zu den meisten anderen Arten nimmt das Weibchen in dieser Zeit Nahrung zu sich. In einer benutzten Bruthöhle fanden Forscher mehr als 100 Muschelschalen.

### Lebensraum
Callistoctopus dierythraeus lebt im Pazifik und kommt an der nördlichen und nordöstlichen Küste von Australien vor. Nachgewiesen wurde er bisher vom Great Barrier Reef bis zum nordwestlichen Western Australia.
Die Art lebt in schlammigen Gewässern in Tiefen zwischen 0 und 78 Metern. Callistoctopus dierythraeus ist nachtaktiv und lebt auf Gesteins- und Schlickwattflächen sowie in flachen Gezeitengebieten. Aufgrund der großen Eiergröße sind Jungtiere benthisch, also am Meeresboden lebend.

## Wirtschaftliche Bedeutung
Aufgrund seiner Verbreitung ist anzunehmen, dass er im geringen Umfang regional befischt wird.
Die Art ist im Great Barrier Reaf ein Problem für Muschelfarmen, da sie dort die Jungmuscheln angreift.